# Kirsch-lès-Sierck
Pour les articles homonymes, voir Kirsch (homonymie).
Kirsch-lès-Sierck est une commune française située dans le département de la Moselle, en région Grand Est.

## Géographie

### Localisation
| Apach     | Merschweiller     | Manderen     |
| Rustroff  | Kirsch-les-Sierck | Ritzing      |
| Montenach |                   | Kirschnaumen |

### Hydrographie
La commune est située dans le bassin versant du Rhin au sein du bassin Rhin-Meuse. Elle est drainée par le ruisseau le Krombergbach et le ruisseau le Mortzbach.

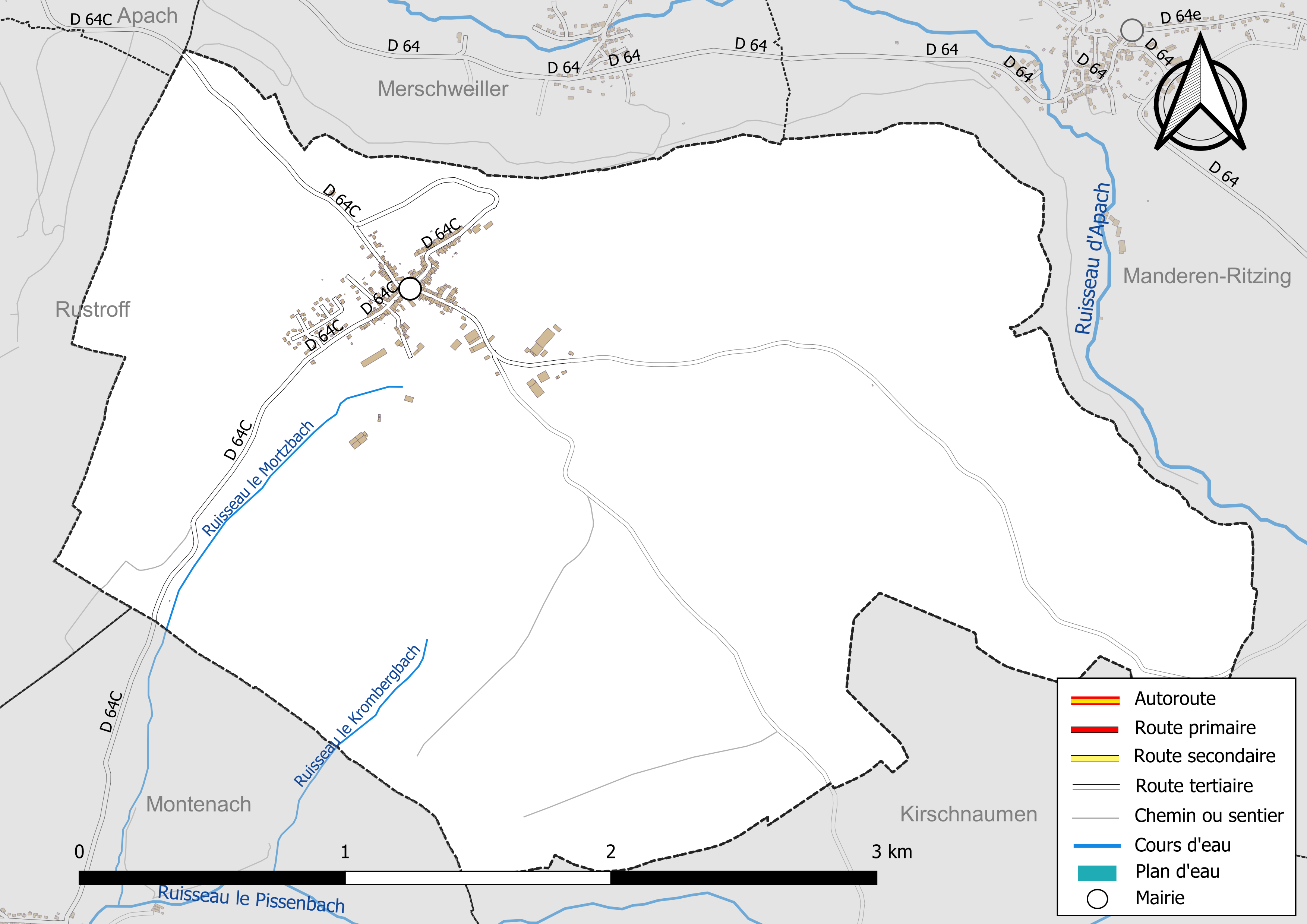
Réseaux hydrographique et routier de Kirsch-lès-Sierck.

### Climat
Pour des articles plus généraux, voir Climat du Grand Est et Climat de la Moselle.
En 2010, le climat de la commune est de type climat de montagne, selon une étude du Centre national de la recherche scientifique s'appuyant sur une série de données couvrant la période 1971-2000. En 2020, Météo-France publie une typologie des climats de la France métropolitaine dans laquelle la commune est exposée à un climat semi-continental et est dans la région climatique  Lorraine, plateau de Langres, Morvan, caractérisée par un hiver rude (1,5 °C), des vents modérés et des brouillards fréquents en automne et hiver. 
Pour la période 1971-2000, la température annuelle moyenne est de 9,4 °C, avec une amplitude thermique annuelle de 16,8 °C. Le cumul annuel moyen de précipitations est de 904 mm, avec 13,1 jours de précipitations en janvier et 9,5 jours en juillet. Pour la période 1991-2020, la température moyenne annuelle observée sur la station météorologique de Météo-France la plus proche, « Malancourt », sur la commune d'Amnéville à 27 km à vol d'oiseau, est de 10,2 °C et le cumul annuel moyen de précipitations est de 884,1 mm. 
La température maximale relevée sur cette station est de 39,3 °C, atteinte le 25 juillet 2019 ; la température minimale est de −17,9 °C, atteinte le 5 janvier 1985,,. 
Les paramètres climatiques de la commune ont été estimés pour le milieu du siècle (2041-2070) selon différents scénarios d'émission de gaz à effet de serre à partir des nouvelles projections climatiques de référence DRIAS-2020. Ils sont consultables sur un site dédié publié par Météo-France en novembre 2022.

## Urbanisme

### Typologie
Au 1er janvier 2024, Kirsch-lès-Sierck est catégorisée commune rurale à habitat dispersé, selon la nouvelle grille communale de densité à sept niveaux définie par l'Insee en 2022.
Elle est située hors unité urbaine. Par ailleurs la commune fait partie de l'aire d'attraction de Luxembourg (partie française), dont elle est une commune de la couronne,. Cette aire, qui regroupe 115 communes, est catégorisée dans les aires de 700 000 habitants ou plus (hors Paris),.

### Occupation des sols
L'occupation des sols de la commune, telle qu'elle ressort de la base de données européenne d’occupation biophysique des sols Corine Land Cover (CLC), est marquée par l'importance des territoires agricoles (85,9 % en 2018), en diminution par rapport à 1990 (86,8 %). La répartition détaillée en 2018 est la suivante : 
terres arables (57,8 %), prairies (28,1 %), forêts (9,9 %), zones urbanisées (3,9 %), milieux à végétation arbustive et/ou herbacée (0,3 %). L'évolution de l’occupation des sols de la commune et de ses infrastructures peut être observée sur les différentes représentations cartographiques du territoire : la carte de Cassini (XVIIIe siècle), la carte d'état-major (1820-1866) et les cartes ou photos aériennes de l'IGN pour la période actuelle (1950 à aujourd'hui).

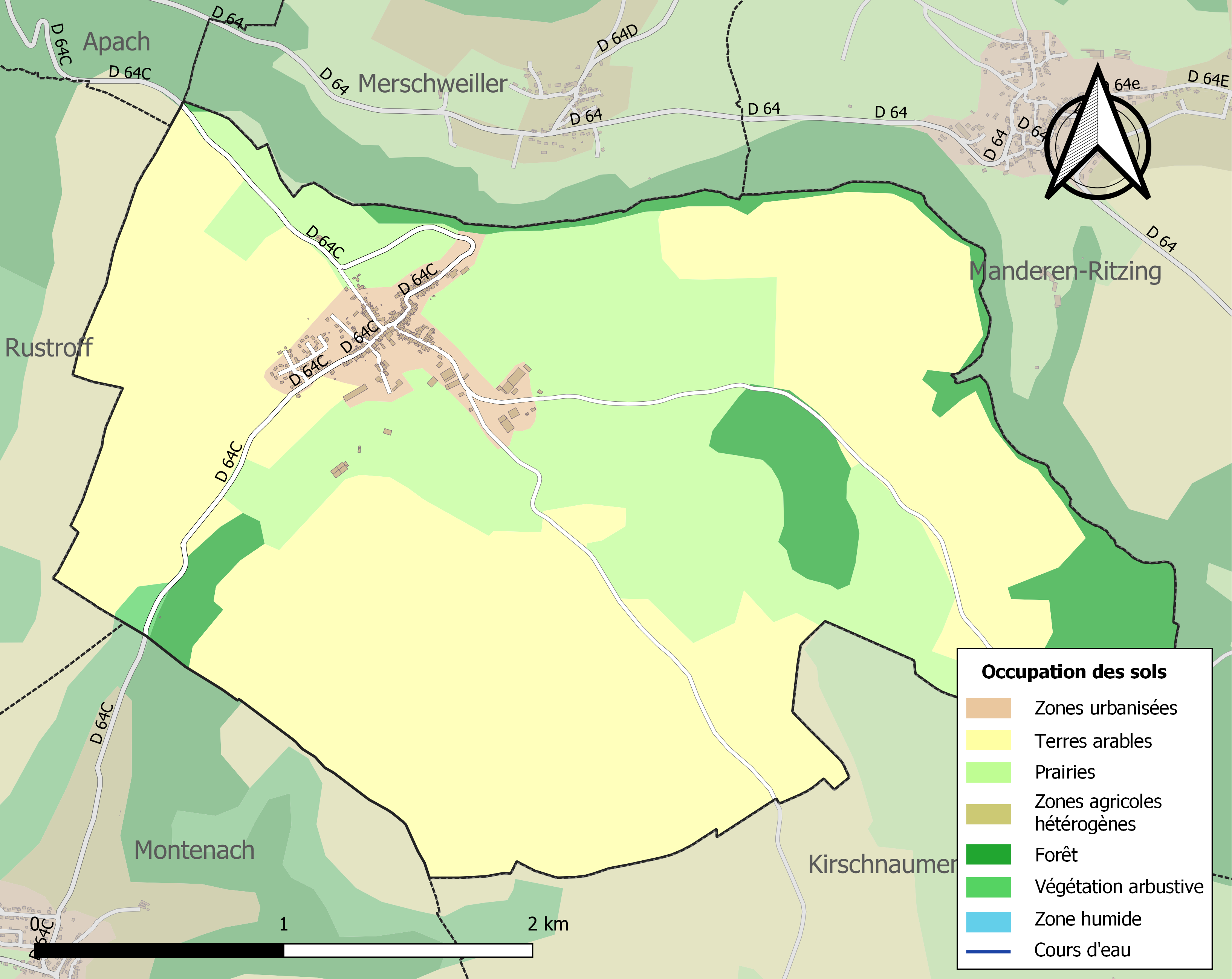
Carte des infrastructures et de l'occupation des sols de la commune en 2018 (CLC).

## Toponymie
- D'un nom de personne Carisius[13], ou de l'allemand Kirche "église".
- Carisiaco (791), Kyrische (931), Kirsiche (1150), Kriske (1182), Kerseche (1200), Kyrs (1236), Kersch (1398/1422), Kersche (1480-81), Kirch (1594), Kirsch (1605), Kirts (1689), Kirche (1779), Kirsch bei Sierck (1871-1918).
- En francique lorrain : Kiisch.

### Sobriquets
Sobriquets anciens désignant les habitants de la commune :
- Di Kiischer Ochsen (les bœufs de Kirsch). Di Kiischer Bounefrësser (les bouffeurs de haricots de Kirsch).

## Histoire
- Dépendait de l'ancienne province de Lorraine, domaine de l'abbaye Saint-Sixte de Rettel.

## Politique et administration
| Période                                  | Période   | Identité            | Étiquette | Qualité |
| ---------------------------------------- | --------- | ------------------- | --------- | ------- |
| 1876                                     | 1881      | Pierre Walser       |           |         |
| 1881                                     | 1889      | Repplinger          |           |         |
| 1889                                     | 1909      | M. Kiffer           |           |         |
| 1909                                     | 1919      | Jean Krier          |           |         |
| 1919                                     | 1925      | Jean Dornacher      |           |         |
| 1925                                     | 1929      | Justin Walser       |           |         |
| 1929                                     | 1939      | Jean Dornacher      |           |         |
| 1945                                     | 1959      | Jean Brandenbourger |           |         |
| Mars 1959                                | Mars 1977 | Rémi Licht          |           |         |
| Mars 1977                                | Mars 1983 | Roger Spetler       |           |         |
| mars 1983                                | mars 1995 | Julien Seiwert      |           |         |
| mars 1995                                | En cours  | Roland Kohn         |           |         |
| Les données manquantes sont à compléter. |           |                     |           |         |

## Démographie
L'évolution du nombre d'habitants est connue à travers les recensements de la population effectués dans la commune depuis 1793. Pour les communes de moins de 10 000 habitants, une enquête de recensement portant sur toute la population est réalisée tous les cinq ans, les populations de référence des années intermédiaires étant quant à elles estimées par interpolation ou extrapolation. Pour la commune, le premier recensement exhaustif entrant dans le cadre du nouveau dispositif a été réalisé en 2005.

En 2022, la commune comptait 329 habitants, en évolution de +6,13 % par rapport à 2016 (Moselle : +0,52 %, France hors Mayotte : +2,11 %).
| 1793 | 1800 | 1806 | 1821 | 1836 | 1841 | 1861 | 1866 | 1871 |
| ---- | ---- | ---- | ---- | ---- | ---- | ---- | ---- | ---- |
| 313  | 266  | 337  | 694  | 510  | 488  | 515  | 510  | 490  |

| 1875 | 1880 | 1885 | 1890 | 1895 | 1900 | 1905 | 1910 | 1921 |
| ---- | ---- | ---- | ---- | ---- | ---- | ---- | ---- | ---- |
| 459  | 447  | 422  | 408  | 404  | 419  | 420  | 423  | 415  |

| 1926 | 1931 | 1936 | 1946 | 1954 | 1962 | 1968 | 1975 | 1982 |
| ---- | ---- | ---- | ---- | ---- | ---- | ---- | ---- | ---- |
| 371  | 344  | 339  | 317  | 276  | 263  | 267  | 242  | 222  |

| 1990 | 1999 | 2005 | 2006 | 2010 | 2015 | 2020 | 2022 | - |
| ---- | ---- | ---- | ---- | ---- | ---- | ---- | ---- | - |
| 220  | 214  | 265  | 262  | 297  | 313  | 314  | 329  | - |

## Culture locale et patrimoine

### Lieux et monuments
- Vestiges gallo-romains.

#### Édifices religieux

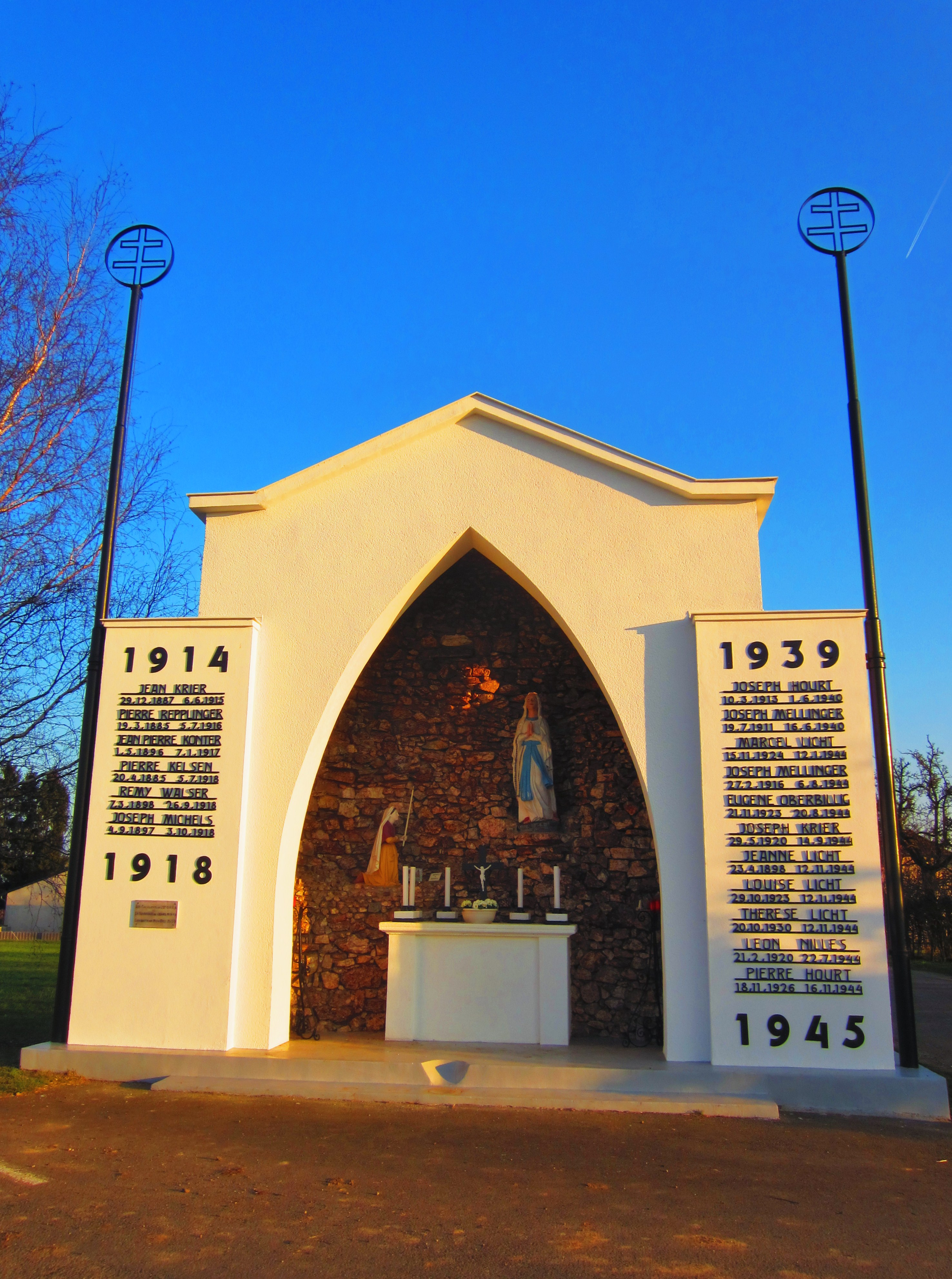
Chapelle oratoire des guerres

- Église paroissiale Saint-Rémi, construite en 1755, voûtée en 1900 ; fonts baptismaux XVe siècle
- Chapelle oratoire des guerres de 1914-1918 et 1939-1945.